# Armólia
Armólia (Armolia) är en ort i Grekland.   Den ligger i prefekturen Chios och regionen Nordegeiska öarna, i den östra delen av landet, 200 km öster om huvudstaden Aten. Armólia ligger 97 meter över havet och antalet invånare är 442. Den ligger på ön Chios.
Terrängen runt Armólia är lite kuperad. Runt Armólia är det ganska tätbefolkat, med 52 invånare per kvadratkilometer. Närmaste större samhälle är Chios, 15,7 km nordost om Armólia. 